# نیمرو

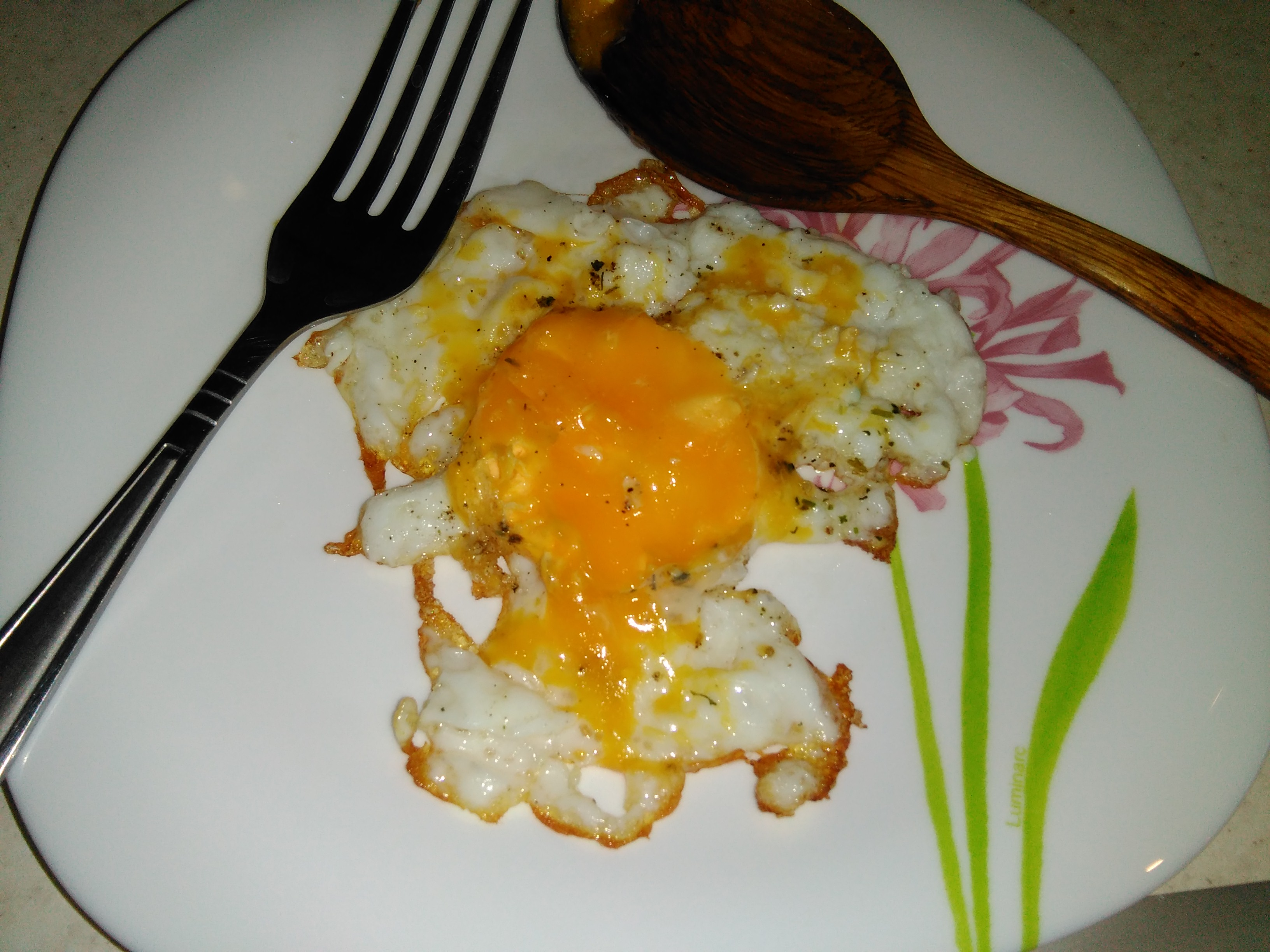
نیمرو ساده ایرانی

نیمرو یکی از ساده‌ترین غذاهایی است که با تخم‌مرغ درست می‌شود و بیشتر در وعده صبحانه سرو می‌شود. آب‌پز، عسلی، نیمرو، املت. این‌ها پر طرفدارترین غذاهایی است که بیشتر با تخم مرغ می‌پزند.
برای تهیه نیمرو تخم مرغ را در ظرف داغ حاوی کره یا روغن می‌ریزند و نمک و فلفل به آن اضافه می‌کنند. هنگامی‌که تخم مرغ از حالت خامی درآمد و خود را گرفت نیمرو درست شده‌است.
نیمرو را می‌توان با نان تست نیز سرو کرد. همچنین در کنار نیمرو می‌توان از انواع مخلفات مانند پنیر، گوجه‌فرنگی، نخود، هویج استفاده کرد. همراه نیمرو می‌توان کمی گوشت ورقه ای یا کالباس نیز سرخ کرد تا یک وعدهٔ کامل غذایی شود.

## ارزش غذایی
تخم مرغ پر از مواد مغذی، ویتامین‌های A, D، B12 است. نتایج بررسی‌ها نشان می‌دهد افرادی که به‌طور منظم تخم مرغ مصرف می‌کنند سیستم ایمنی بهتری دارند. با اضافه کردن فلفل سیاه به تخم مرغ بسیاری از بیماری‌ها را می‌توان درمان کرد یا از بین برد. همچنین این خوراک یا غذا باعث عضله‌سازی بهتر، بالابردن میزان گلبول‌های قرمز، کم کردن برخی مشکلات چشمی و … می‌باشد.
خوردن نیمرو برای زنان بسیار مفید است.